# Brandon Lewis
Sir Brandon Kenneth Lewis (Harold Wood, 20 giugno 1971) è un politico britannico, membro del Partito Conservatore e del Parlamento per il collegio di Great Yarmouth dal 2010 al 2024, nonché Segretario di Stato per la giustizia del Regno Unito e Lord cancelliere dal 6 settembre al 25 ottobre 2022 nel governo Truss.
In precedenza era stato Presidente del Partito Conservatore dal 2018 al 2019 e Segretario di Stato per l'Irlanda del Nord dal 2020 al 2022.

## Biografia
Lewis è nato il 20 giugno 1971 ad Harold Wood a Londra. Ha studiato alla Forest School di Walthamstow. Si è laureato in Economia presso l'Università di Buckingham, quindi ha conseguito una laurea con lode LLB in Giurisprudenza presso la stessa istituzione e un LLM in diritto commerciale presso il King's College di Londra. Fu chiamato alla sbarra dall'Inner Temple.
È stato direttore di Woodlands Schools Limited, un fornitore di scuole primarie private con sede a Hutton, Essex, fino a settembre 2012 quando ha rassegnato le dimissioni.